# Nicola Sturgeon
Nicola Sturgeon   (Irvine, 19 de juliol de 1970) és una política escocesa, primera ministra d'Escòcia i líder del Partit Nacional Escocès (SNP) entre el novembre de 2014 i el març del 2023. Fou la primera dona a ostentar els dos càrrecs i el primer ministre més durador fins al moment.
Sturgeon és membre del Parlament Escocès des del 1999, primer com a membre addicional per la regió electoral de Glasgow entre el 1999 i el 2007, i com a membre pel Glasgow Southside des del 2007.
Graduada en Dret per la Universitat de Glasgow, Sturgeon va treballar com a advocada a Glasgow. Després de ser elegida al Parlament Escocès, va ocupar els ministeris d'Educació, Salut i Justícia. El 2004 va anunciar que seria candidata a liderar l'SNP després de la dimissió de John Swinney. Tanmateix, va retirar-se de la campanya en favor d'Alex Salmond, actuant com a segona líder en la candidatura conjunta amb Salmond.
Ambdós foren escollits, i com que Salmond era membre de la Casa dels Comuns, Sturgeon va liderar l'SNP al Parlament Escocès entre el 2004 i el 2007. El partit va aconseguir el major nombre d'escons al Parlament Escocès a les eleccions del 2007, i Salmond fou nomenat nou primer ministre. Va designar Sturgeon viceprimera ministra i Secretària de Gabinet de Salut i Benestar. El 2012, fou nomenada també Secretària de Gabinet d'Infraestructures, Inversió i Ciutats.
Després de la derrota del "Sí" al referèndum sobre la independència d'Escòcia de 2014, Salmond va anunciar que dimitiria com a líder de l'SNP al congrés del partit el novembre, i que dimitiria també com a primer ministre després que s'escollís un nou líder. En no presentar-se cap altra candidatura, Nicola Sturgeon va ser elegida nova líder del partit i el 19 de novembre va ser oficialment nova primera ministra en substitució de Salmond.
La revista Forbes va situar Sturgeon com la 50a dona més poderosa del món el 2016, i la segona del Regne Unit. El 2015, el programa de la cadena BBC Radio 4 Woman's Hour va considerar Sturgeon la dona més influent i poderosa del Regne Unit.
Les eleccions al Parlament Escocès de 2016 van donar lloc a un Partit Nacional Escocès guanyant un tercer mandat al govern, encapçalat per Nicola Sturgeon però quedant a dos escons de renovar la majoria absoluta. Sturgeon va liderar el Partit Nacional Escocès aconseguint una victòria contundent a les eleccions generals del Regne Unit de 2015, guanyant 56 dels 59 escons escocesos, els millor resultats de la història del partit. L'SNP va perdre 21 escons a les eleccions generals del 2017.
El govern escocès es va dissoldre el 20 de maig de 2021 i les eleccions van deixar l'SNP a un escó de la majoria i Sturgeon va formar govern amb un acord amb el Partit Verd Escocès, creant una majoria independentista. El 15 de febrer del 2023 va anunciar la seva renúncia al càrrec després de vuit anys, deixant marge de temps per a triar-ne qui la substituís. També va renunciar a la presidència de l'SNP.
L'11 de juny de 2023, Sturgeon va ser arrestada per la policia d'Escòcia per una investigació sobre les finances del seu partit, acusada d'haver desviat 600.000 lliures destinades a la campanya de la independència d'Escòcia.